# Berkeley Media Access Control
Berkeley Media Access Control (B-MAC, engl. „Berkeley-Medienzugriffskontrolle“) ist ein Netzwerkprotokoll für Sensornetze. Es steuert als Media Access Control (MAC) den Zugriff auf das gemeinsame Kommunikationsmedium des Netzes.
Netzwerkprotokolle legen bis ins kleinste Detail fest, wie die Computer eines Rechnernetzes untereinander Daten austauschen. Sensornetze bestehen aus winzigen, drahtlos kommunizierenden Sensorknoten, die in großer Zahl in einem Gebiet ausgebracht werden, sich selbständig vernetzen und ihre Umgebung in Gruppenarbeit solange mit Sensoren überwachen, bis ihre Energiereserven erschöpft sind. Sie bilden damit eine Sonderform des mobilen Ad-hoc-Netzes und stellen gänzlich andere Anforderungen an ein Netzprotokoll als beispielsweise das Internet.
B-MAC wurde 2004 von Joseph Polastre, Jason Hill und David Culler als Ergebnis einer Zusammenarbeit der University of California, Berkeley, mit dem Unternehmen JLH Labs vorgestellt. B-MAC steht namentlich in der Tradition von Sensor Media Access Control (S-MAC), distanziert sich inhaltlich aber von diesem und ähnlichen Protokollen.

## Protokollaufbau
Die Entwickler von B-MAC kritisierten den monolithischen Aufbau früherer MAC-Protokolle wie Sensor Media Access Control und Timeout Media Access Control und strebten ein modulares Protokoll an, dessen schlanker Kern sich einzig auf die Medienzugriffskontrolle beschränkt und Funktionen wie Netzorganisation und -synchronisation in höherschichtige Module ausgliedert.

### Clear Channel Assessment
Clear Channel Assessment (engl. „Beurteilung der Kanalfreiheit“) ist die Bezeichnung der B-MAC-Entwickler für Trägerprüfung. Diese Fähigkeit zu beurteilen, ob das Kommunikationsmedium gerade frei und damit für eigene Datensendungen verfügbar ist, ist für B-MAC als Vertreter des Ansatzes Carrier Sense Multiple Access ein zentrales Anliegen.
B-MAC verwendet ein Rauschunterdrückungsverfahren, um Trägerprüfung und Signalempfang zuverlässiger zu machen. Schaltet der Funkempfänger eines Sensorknotens auf Empfang, so wird er zwangsläufig die allgegenwärtige elektromagnetische Hintergrundstrahlung als Rauschen empfangen. Dieses Rauschen ist nicht überall gleich, sondern variiert mit der Umgebung und Umweltfaktoren wie nahen Gewittern. B-MAC setzt daher eine dynamische Rauschunterdrückung ein, die sich diesen Faktoren ständig anpasst. Dazu misst es das Hintergrundrauschen und ermittelt unter Einbeziehung zuvor gemessener Werte einen Rauschfilter, der nachfolgend empfangene Signale bereinigt. Zur Trägerprüfung hört B-MAC den Kanal fünfmal hintereinander kurz ab und sucht in diesen Proben nach Ausreißern, die sich von der Signalenergie des Hintergrundrauschens deutlich abheben; wird ein Ausreißer gefunden, gilt der Kanal als belegt.

### Low Power Listening
Datenversand wird in B-MAC über ein Präambel-Schema umgesetzt, wie es auch in ALOHA-Varianten anzutreffen ist. Ein Sensorknoten, der Daten senden möchte, sendet dabei zunächst eine Präambel, ein vereinbartes Signal, das den Kanal dauerhaft belegt. Knoten wachen in regelmäßigen Abständen kurz auf und überprüfen den Kanal mit Clear Channel Assessment auf Belegung. Ist das Kommunikationsmedium frei, so legt sich der Knoten augenblicklich wieder schlafen, ansonsten bereitet er sich auf den Empfang der mit der Präambel angekündigten Nachricht vor.